# Fort de Windt
Fort de Windt of Battery de Windt is een fort aan de uiterste zuidpunt van Sint Eustatius ongeveer 5 km ten zuiden van Oranjestad. Het was in 1756 gebouwd door Jan de Windt om de zee tot Saint Kitts te bewaken.

## Overzicht
Fort de Windt is een driehoekige open schans met een lengte van ongeveer 15 meter, en is open van de rugzijde. Jan de Windt werd in 1752 commandeur van Sint Eustatius. Om de haven van Oranjestad te beschermen werden 16 forten gebouwd op het eiland. In 1756 Fort de Windt aangelegd, en vernoemd naar de commandeur. Het fort was nooit gebruikt, en werd in 1815 verlaten. In 1981 werd het gerestaureerd. Er bevinden zich twee oude kanonnen in het fort.